# پرتره یک مرد (دومنیکو گرلاندایو)
پرتره یک مرد  (به انگلیسی: Portrait of a Man) نقاشی است به سبک رنسانس ایتالیایی از دومنیکو گرلاندایو نقاش ایتالیایی. این نقاشی بین سال‌های ۱۴۴۹ تا ۱۴۹۴ ترسیم شده است. نقاشی از نوع حرارت بر روی چوب است.